# Laura Lechuga
Laura M. Lechuga Gómez (Sevilla, 27 de desembre de 1962) és una química espanyola, professora d'Investigació del Consell Superior d'Investigacions Científiques (CSIC) a l'Institut Català de Nanociència i Nanotecnologia (ICN2).
Estudià Ciències Químiques a la Universitat de Cadis i es doctorà a la Universitat Complutense de Madrid (1992). Va passar els dos anys posteriors al doctorat a la Universitat de Twente, als Països Baixos, i després es va incorporar al Centre Nacional de Microelectrònica, del CSIC, a Madrid, on des de 2002 va dirigir el departament de Sensors i Biosensors. El 2008 es va traslladar a Barcelona, on dirigeix el Grup de Biosensors i Aplicacions bioanalítiques, a l'Institut Català de Nanociència i Nanotecnologia (ICN2). També és líder del grup Networking Biomedical Research Center (CIBER). Des de 2012 és professora adjunta al Departament de Física i Tecnologia de la Universitat de l'Àrtic, a Noruega, i des de 2013 és professora visitant distingida a la Facultat d'Enginyeria Elèctrica i Ciències de la Computació de la Universitat de Campinas, al Brasil.
És autora de més de dues-centes publicacions molt citades, i de vuit famílies de patents a escala nacional i internacional, de les quals set estan transferides a la indústria. Ha participat en més de cinquanta-cinc projectes de recerca en la seva majoria internacionals. Durant la seva investigació ha creat nous tipus de bio-sensors nanofotònics, i els ha integrat en plataformes de tipus 'lab on a chip' al costat d'altres components electrònics, maquinari i programari. És una tecnologia fàcilment transferible al sector industrial. Ha treballat en la seva aplicació en medicina i medi ambient, i un dels seus objectius és desenvolupar un dispositiu de diagnòstic precoç de malalties com el càncer o la malària. Els sensors desenvolupats i validats en el seu laboratori van donar lloc a la creació de les empreses derivades Sensia S.L., i BIOD, SL.
Durant la pandèmia per coronavirus de 2019-2020, Lechuga desenvolupà un biosensor òptic senzill, de baix cost i ràpid per a detectar la COVID-19.

## Reconeixements
- Elegida membre de la Societat Òptica Estatunidenca (2014)[4]
- 2016 Premi de Física, Innovació i Tecnologia, atorgat per la Reial Societat Espanyola de Física (RSEF) i el BBVA.[5]
- Premi Rei Jaume I a les Noves Tecnologies «en reconeixement de les seves contribucions al disseny i desenvolupament de nous biosensors essencials per a un diagnòstic clínic, d'hora i ràpid» (2020)[1]
- Premi Nacional "Juan de la Cierva" a l'àrea de Transferència de Tecnologia (2020)[6]